# Василис Спанулис
Василис Спанулис (грч. Βασίλης Σπανούλης; Лариса, 7. август 1982) јесте грчки кошаркашки тренер и бивши кошаркаш. Тренутно је тренер Монака. Играо је на позицијама плејмејкера и бека.
Троструки је освајач Евролиге и то са два највећа грчка ривала: Панатинаикосом (2009) и Олимпијакосом (2012, 2013). Био је и најкориснији играч Евролиге у сезони 2012/13. као и три пута најкориснији играч фајнал фора. Осам пута је био члан идеалне петорке Евролиге, три пута у првој а пет пута у другој постави.
Са репрезентацијом Грчке је освојио златну медаљу на Европском првенству 2005. у СЦГ. Наредне 2006. године је освојио сребро на Светском првенству у Јапану а има и бронзану медаљу са Европског првенства 2009. у Пољској.

## Каријера
Спанулис је почео да тренира кошарку у Лариси, где прве сениорске наступе бележи већ 1999. године, са 17 година. С обзиром да је играо Другу грчку лигу, убрзо је примећен од прволигаша и 2001. године потписује четворогодишњи уговор са Марусијем. Током четири сезоне у овом клубу предводио је тим до значајних успеха. По први пут су дошли до финала националног купа Грчке, али и до друге позиције у Грчкој лиги. Такође значајну статистику имао је и у међународним куповима.

### Панатинаикос
Дотадашња каријера га је препоручила грчком великану Панатинаикосу да га доведе у своје редове. Уз помоћ свог менаџера Мишка Ражнатовића, потписали су трогодишњи уговор за 1,6 милиона евра са клаузулом откупа после једне године, за случај понуде из НБА лиге. Тих година Панатинаикос је доминирао у домаћим такмичењима те је са овим тимом освојио и Грчку лигу као и домаћи куп. У сезони 2005/06. Спанулис је изабран у другу петорку Евролиге. За просечних 28,8 на терену бележио је просечних 14,6 поена, 3,1 асистенцију, 2 скока и 1,4 украдених лопти на 23 утакмице.

### Хјустон
Већ по завршетку прве сезоне Спанулис одлучује да се опроба у НБА лиги, и са екипом Хјустон рокетса потписује трогодишњи уговор, уз плаћање откупне клаузуле од 400.000 долара. Ипак у Хјустону не добија праву прилику. Просечно је играо свега 8,8 минута по мечу и успео просечно да постигне 2,7 поена. Касније је изјављивао да је имао великих проблема у односу са првим тренером Џефом Ван Гандијем. Следећи тренер Хјустона Рик Аделман је покушао да среди ситуацију, али изгледа да је за Спанулиса и његов успех у НБА лиги већ било касно. По завршетку сезоне изјавио је да се неће враћати у Хјустон па убрзо бива трејдован у Сан Антонио. Ипак већ у августу постаје слободан агент и добија прилику да се врати у Грчку.

### Повратак у Панатинаикос
Августа 2007. године поново потписује са Панатинаикосом трогодишњи уговор, током којег је трeбало да заради 5 милиона евра. Већ у првој сезони предводио је тим по броју поена и асистенција, и опет успео да освоји дуплу круну у Грчкој. У сезони 2008/09. предводио је тим Панатинаикоса до трипле круне. Поред дупле круне у Грчкој освојили су и Евролигу. Спанулис је проглашен за најкориснијег играча финалног турнира Евролиге али и Грчке кошаркашке лиге. У следећој сезони 2009/10. успео је да освоји још једну титулу првака Грчке.

### Олимпијакос
Током лета 2010. године Спанулис је из Панатинаикоса прешао у редове највећег ривала Олимпијакоса. Са Олимпијакосом је потписао трогодишњи уговор који је био финансијски знатно бољи него у Панатинаикосу.
У првој сезони са Олимпијакосом успео је да освоји само Грчки куп, али и да буде члан друге петорке Евролиге. Ипак већ у следећој сезони успева да дође до онога због чега је и доведен. Прво успевају да, после освајања Евролиге 1997. године, поново постану шампиони Европе поготком Принтезиса неколико секунди пре краја финала против ЦСКА. Занимљиво је да је као и 1997. године тренер овог тима био Дуда Ивковић. Спанулис је поред тога што је био изабран у идеалну петорку Евролиге, био изабран и за најкорисније играча финалног турнира. Такође после исто толико година освојена је и Грчка лига, што је био велики успех.
У следећој сезони тим Олимпијакоса опет није важио за фаворита Евролиге, шта више неколицина играча је и напустила клуб као и тренeр Ивковић. Ипак предвођени Спанулисом, Олимпијакос се поново пласирао на финални турнир који се играо у Лондону. Спанулис је у овој сезони добио награду за најкориснијег играча Евролиге. У полуфиналу фајнал фора је опет побеђен велики фаворит екипа ЦСКА из Москве, док их је у финалу чекао Реал. Спанулис је у финалу предводио тим са 22 постигнута поена, када су успели да одбране титулу Евролиге резултатом 100:88. Василис Спанулис је поново проглашен за најбољег играча финалног турнира.
И у наредној сезони играчки кадар Олимпијакоса бива знатно измењен. Ипак газде су дале све што су могле да задрже главне карике у тиму, а пре свега Спанулиса. Спанулис је имао понуде московског ЦСКА, Галатасараја и Барселоне, али је ипак одлучио да остане у клубу са којим је две године узастопно освајао Евролигу. Потписао је још један трогодишњи уговор. Због великих измена у тиму у следећој сезони није освојен нити један трофеј. У сезони 2014/15. је са Олимпијакосом поново дошао до финалног турнира Евролиге, али су стали у полуфиналу. Ипак Спанулис је поново изабран у идеалну петорку овог такмичења. Након тога дошли су и до трофеја, освојивши титулу првака Грчке.
У јуну 2021. године, Спанулис је објавио да завршава играчку каријеру.

## Репрезентација
Био је део јуниорске репрезентације Грчке која је 2000. године на првенству Европе освојила бронзану медаљу. Са младом репрезентацијом Грчке 2002. године је освојио и златну медаљу на првенству Европе за играче до 20 година.
За сениорску репрезентацију Грчке је дебитовао на Олимпијским играма 2004. године у Атини, када су освојили 5. место. Следеће године на Европском првенству у Србији и Црној Гори, Грчка осваја златну медаљу победом над репрезентацијом Немачке у финалу у Београдској арени. Спанулис је просечно играо 10 минута по мечу уз скроман учинак. Ипак, већ следеће сезоне постаје значајан играч Грчке репрезентације на Светском првенству у Јапану. Поред Теодороса Папалукаса и Софоклиса Схорцијанитиса био је најзначајнији играч у победи над репрезентацијом САД у полуфиналу овог такмичења резултатом 101:95, када је постигао 22 поена. Ипак у финалу нису успели да победе Шпанију па су морали да се задовоље сребрном медаљом. Следећи успех са репрезентацијом је имао на Европском првенству 2009. године освајањем бронзане медаље. Спанулис је поново био водећи играч и постизао је просечно 14,1 уз 4,1 асистенцију по мечу.
Укупно је за репрезентацију Грчке наступао на девет великих такмичења. Играо је на пет Европских првенстава (2005, 2007, 2009, 2013, 2015) а по два пута је био учесник Светског првенства (2006, 2010) и Олимпијских игара (2004, 2008).

## Статистика
| † | Сезоне када је Спанулисов тим освојио Евролигу |

Напомена: Евролига није једино такмичење у којем је играч учествовао, играо је и у домаћим такмичењима

### НБА

#### Регуларна сезона
| Сезона   | Екипа   | ОУ | СУ | МПУ | ПШ%  | 3П%  | СБ%  | СПУ | АПУ | УПУ | БПУ | ППУ |
| -------- | ------- | -- | -- | --- | ---- | ---- | ---- | --- | --- | --- | --- | --- |
| 2006/07. | Хјустон | 31 | 0  | 8.8 | .319 | .172 | .810 | .7  | .9  | .2  | .0  | 2.7 |
| Каријера |         | 31 | 0  | 8.8 | .319 | .172 | .810 | .7  | .9  | .2  | .0  | 2.7 |

#### Плеј-оф
| Сезона   | Екипа   | ОУ | СУ | МПУ | ПШ%  | 3П%  | СБ%   | СПУ | АПУ | УПУ | БПУ | ППУ |
| -------- | ------- | -- | -- | --- | ---- | ---- | ----- | --- | --- | --- | --- | --- |
| 2007     | Хјустон | 1  | 0  | 3.0 | .500 | .000 | 1.000 | 1.0 | 1.0 | .0  | .0  | 4.0 |
| Каријера |         | 1  | 0  | 3.0 | .500 | .000 | 1.000 | 1.0 | 1.0 | .0  | .0  | 4.0 |

### Евролига
| Сезона    | Екипа        | ОУ  | СУ  | МПУ  | ПШ%  | 3П%  | СБ%  | СПУ | АПУ | УПУ | БПУ | ППУ  | ИПУ  |
| --------- | ------------ | --- | --- | ---- | ---- | ---- | ---- | --- | --- | --- | --- | ---- | ---- |
| 2005/06.  | Панатинаикос | 23  | 3   | 27.8 | .534 | .368 | .780 | 2.0 | 3.1 | 1.4 | .0  | 14.6 | 15.5 |
| 2007/08.  | Панатинаикос | 20  | 5   | 27.8 | .444 | .355 | .750 | 2.6 | 2.7 | 1.3 | .0  | 11.3 | 11.1 |
| 2008/09.† | Панатинаикос | 19  | 9   | 25.6 | .413 | .309 | .879 | 2.4 | 3.5 | 1.2 | .0  | 10.5 | 11.4 |
| 2009/10.  | Панатинаикос | 14  | 6   | 25.3 | .398 | .277 | .845 | 1.5 | 3.6 | 1.1 | .0  | 10.3 | 9.7  |
| 2010/11.  | Олимпијакос  | 20  | 17  | 29.5 | .444 | .347 | .852 | 1.8 | 4.3 | 1.1 | .1  | 14.2 | 14.3 |
| 2011/12.† | Олимпијакос  | 21  | 19  | 29.8 | .479 | .386 | .827 | 2.0 | 4.0 | .7  | .1  | 16.7 | 16.0 |
| 2012/13.† | Олимпијакос  | 31  | 31  | 30.0 | .397 | .321 | .782 | 2.2 | 5.5 | .9  | .0  | 14.7 | 15.1 |
| 2013/14.  | Олимпијакос  | 26  | 26  | 28.1 | .430 | .344 | .738 | 2.0 | 4.6 | .4  | .0  | 15.1 | 13.0 |
| 2014/15.  | Олимпијакос  | 26  | 26  | 28.1 | .396 | .333 | .759 | 1.8 | 5.5 | .8  | .1  | 14.4 | 14.4 |
| 2015/16.  | Олимпијакос  | 20  | 20  | 26.9 | .318 | .260 | .706 | 1.5 | 5.4 | .4  | .0  | 11.2 | 8.6  |
| 2016/17.  | Олимпијакос  | 33  | 32  | 26.8 | .396 | .315 | .759 | 1.7 | 6.1 | .6  | .0  | 12.6 | 11.9 |
| 2017/18.  | Олимпијакос  | 24  | 24  | 26.3 | .396 | .315 | .817 | 1.5 | 5.6 | .7  | .0  | 14.0 | 11.9 |
| 2018/19.  | Олимпијакос  | 25  | 14  | 22.1 | .382 | .331 | .712 | 1.8 | 5.1 | .4  | .0  | 10.2 | 9.0  |
| 2019/20.  | Олимпијакос  | 22  | 20  | 24.6 | .410 | .286 | .807 | 1.2 | 4.6 | .4  | .0  | 11.3 | 9.7  |
| 2020/21.  | Олимпијакос  | 34  | 2   | 17.6 | .458 | .283 | .644 | 1.5 | 2.7 | .6  | .0  | 6.4  | 4.7  |
| Каријера  | Каријера     | 328 | 252 | 27.1 | .412 | .321 | .779 | 1.8 | 4.5 | .8  | .0  | 12.4 | 12.4 |

## Успеси

### Клупски
- Панатинаикос:
  - Евролига (1): 2008/09.
  - Првенство Грчке (4): 2005/06, 2007/08, 2008/09, 2009/10.
  - Куп Грчке (3): 2006, 2008, 2009.
- Олимпијакос:
  - Евролига (2): 2011/12, 2012/13.
  - Интерконтинентални куп (1): 2013.
  - Првенство Грчке (3): 2011/12, 2014/15, 2015/16.
  - Куп Грчке (1): 2011.

### Репрезентативни
- Европско првенство:  2005,  2009.
- Светско првенство:  2006.
- Медитеранске игре:  2001.
- Европско првенство до 20 година:  2002.
- Европско првенство до 18 година:  2000.

### Појединачни
- Идеални тим Евролиге — деценија 2010—2020
- Најкориснији играч Евролиге (1): 2012/13.
- Најкориснији играч Фајнал фора Евролиге (3): 2008/09, 2011/12, 2012/13.
- Идеални тим Евролиге — прва постава (3): 2011/12, 2012/13, 2014/15.
- Идеални тим Евролиге — друга постава (5): 2005/06, 2008/09, 2010/11, 2013/14, 2017/18.
- Најкориснији играч Интерконтиненталног купа (1): 2013.
- Најкориснији играч Првенства Грчке (5): 2004/05, 2005/06, 2008/09, 2011/12, 2015/16.
- Најкориснији играч финала Првенства Грчке (4): 2005/06, 2007/08, 2014/15, 2015/16.